# Skeidsberget
Skeidsberget är en kulle i Antarktis. Den ligger i Östantarktis. Norge gör anspråk på området. Toppen på Skeidsberget är 2 365 meter över havet, eller 117 meter över den omgivande terrängen. Bredden vid basen är 1,3 km.
Terrängen runt Skeidsberget är platt åt nordväst, men åt sydost är den kuperad. Trakten är obefolkad. Det finns inga samhällen i närheten.